# Jean-Michel Berthet
Jean-Michel Berthet (ur. 27 lutego 1960) – francuski judoka.
Zajął piąte miejsce na mistrzostwach świata w 1983, siódme w 1989; uczestnik zawodów w 1987. Startował w Pucharze Świata w 1989 i 1990. Wicemistrz Europy w 1987; piąty w 1989, a także zdobył trzy medale w drużynie. Triumfator igrzysk śródziemnomorskich w 1983 i 1987. Mistrz Francji w 1984, 1987 i 1989 roku.